# Shamian
Shamian (chinesisch 沙面島 / 沙面岛, Pinyin Shāmiàn Dǎo, Jyutping Saa1min2 Dou2) ist eine Insel in Guangzhou, in der südchinesischen Provinz Guangdong. Vom 18. bis Mitte des 19. Jahrhunderts war Shamian der einzige Ort in China, an dem westliche Kaufleute ihre Lagerhäuser und Fabriken errichten durften. Im Jahr 1856 wurde die Insel administrativ auf zwei Konzessionen, eine britische und eine französische, aufgeteilt. Shamian ist etwa 0,3 km² groß. Aus administrativer Sicht ist die Insel Shamian identisch mit dem Straßenviertel Shamian (沙面街道), einem von 22 Straßenvierteln des Stadtbezirks Liwan von Guangzhou.
Gegenwärtig ist Shamian der Standort vieler Generalkonsulate und wird von vielen Touristen besucht. Historische Gebäude, kleine Parkanlagen und Alleen machen es zu einem der romantischsten Orte in Guangzhou. Es gibt auf Shamian einige Hotels, eine Jugendherberge, Restaurants und Geschäfte, die vor allem Souvenirs, Raritäten und Kunstwerke verkaufen.
Die historischen Gebäude im Kolonial-Stil stehen auf der Liste der Denkmäler der Volksrepublik China.

## Administrative Gliederung
Das Straßenviertel Shamian setzt sich aus zwei Einwohnergemeinschaften zusammen. Diese sind:
- Einwohnergemeinschaft Cuizhou (翠洲社区);
- Einwohnergemeinschaft Etan (鹅潭社区).